# Šilutė
Šilutė (německy: Heydekrug, podle prvního litevského názvu Šilokarčema, což znamená "krčma v boru") je město v západní části Litvy, nedaleko Kurského zálivu a 8 km od ostrova Rusnė, 50 km na jih od Klaipėdy. Šilutė je okresní město, zároveň také hlavní město kraje, který se litevsky nazývá Pamarys (Pomoří) a také střediskem územní jednotky, nižší než okres, která se nazývá Seniūnija (starostenství/vojvodství) - Šilutského starostenství. V něm je ředitelství Regionálního parku Němenské delty. Město je Městskou památkou. Městem protéká řeka Šyša.

Východní část města protíná železniční trať Klaipėda-Tilžė, která spojuje Klaipėdu přes pohraniční stanici Pagėgiai s Kaliningradskou oblastí Ruska. Osobní doprava je v současnosti (2010) zavedena pouze v úseku Klaipėda-Šilutė. Od 29. května 2011 byla osobní železniční doprava zrušena i v tomto úseku.
Hlavní silniční směry:
- směrem severním silnice č. 141 Klaipėda přes Priekulė
- směrem východním silnice č. 165 Šilalė přes Žemaičių Naumiestis (a dále po dálnici A1 Kaunas)
- směrem východním jižněji silnice č. 141 Kaunas přes Pagėgiai a dále podél řeky Nemunas
- směrem jižním, později stočeným západněji silnice č. 206 Rusnė (město i ostrov).

Některé vedlejší silnice:
- směrem západním přes Šyšgiriai, Rūgaliai buď vpravo na Ventė nebo vlevo do vsi Minija; cesta je z velké části prašná.
- směrem severovýchodním Grabupiai, Ramučiai, Gardamas

## Další objekty
V centru města je evangelický luteránský kostel. Výška jeho věže je 50 m. U nádraží je katolický kostel Svatého kříže (neogotický, zděný, z roku 1854). Dále pravoslavná kaple Archanděla Mikoláše (lit. Arkangelo Mykolo koplyčia). Ve městě je nemocnice pro nemocné tuberkulózou, v západní části města je Šilutské muzeum, kulturní dům, na břehu Šyši se dochovala rezidence dvora Hugo Scheue, Okresní nemocnice s poliklinikou, starobinec, pošta (PSČ: LT-99001), 5 základních škol a 2 gymnázia, 2 hotely, městský park. 

Většina průmyslových objektů je soustředěna v severní části města.

## Přírodní poměry
V Šilutė je převažující mírné přímořské podnebí, je hodně srážek. V Šilutė je zaznamenáno několik klimatických rekordů:
- Roku 1978 (srpen) - největší množství srážek v měsíci (291,1 mm);
- Roku 1981 největší roční množství srážek (1109,2 mm);
- Roku 1994 (červenec) nebyly žádné srážky (0,0 mm).

## Formování města a původ jeho názvu
Obce, ze kterých se roku 1910 zformovalo nynější město (tehdy pod jménem nejvýznamnější části: Šilokarčema/Heydekrug) byly:
- Šilokarčema - zmiňována poprvé 25. května 1511, kdy v odlehlém boru (lit. šilas) byl postaven hostinec (krčma, lit. karčiama, nář. karčema)
- Verdainė (něm..: Werden), zmiňována ve 13. století, ale byla křižáky zničena. V první polovině 15. století obnovena. Součástí nynější Šilutė je její značná část, menší zbylá část zůstala pod původním názvem Verdainė jako ves 1 km jihovýchodně od Šilutė.
- Žibai - zmiňovány od roku 1540.
- Cintjoniškis

Zájezdní hostinec Šilokarčema stál v polovině tehdy velmi důležité cesty Klaipėda - Tylže. V něm poutníci nechávali odpočinout koně, případně přepřahali nebo přespávali. Brzy se v okolí objevily i další hostince, kolem kterých se začali soustřeďovat rybáři, kupci a řemeslníci (jeden z nich pracoval i tamějšímu rodákovi Richardoi Kantovi, který byl pradědečkem slavného filosofa Immanuela Kanta).

Nynější název Šilutė dostala až roku 1923 s ohledem na původní smysl názvu.

## Ekonomika
Nejstarší závod je „Šilutės Rambynas“ (vyrábí od roku 1842), vyrábí sýry a máslo.

Podnik „Šilutės baldai“ (Šilutský nábytek) (založen roku 1890) vyváží 90 % své produkce do zahraničí.

Podnik „Šilutės durpės“ (Šilutská rašelina) (založen roku 1882) každoročně exportuje 50 000 m³ rašeliny.

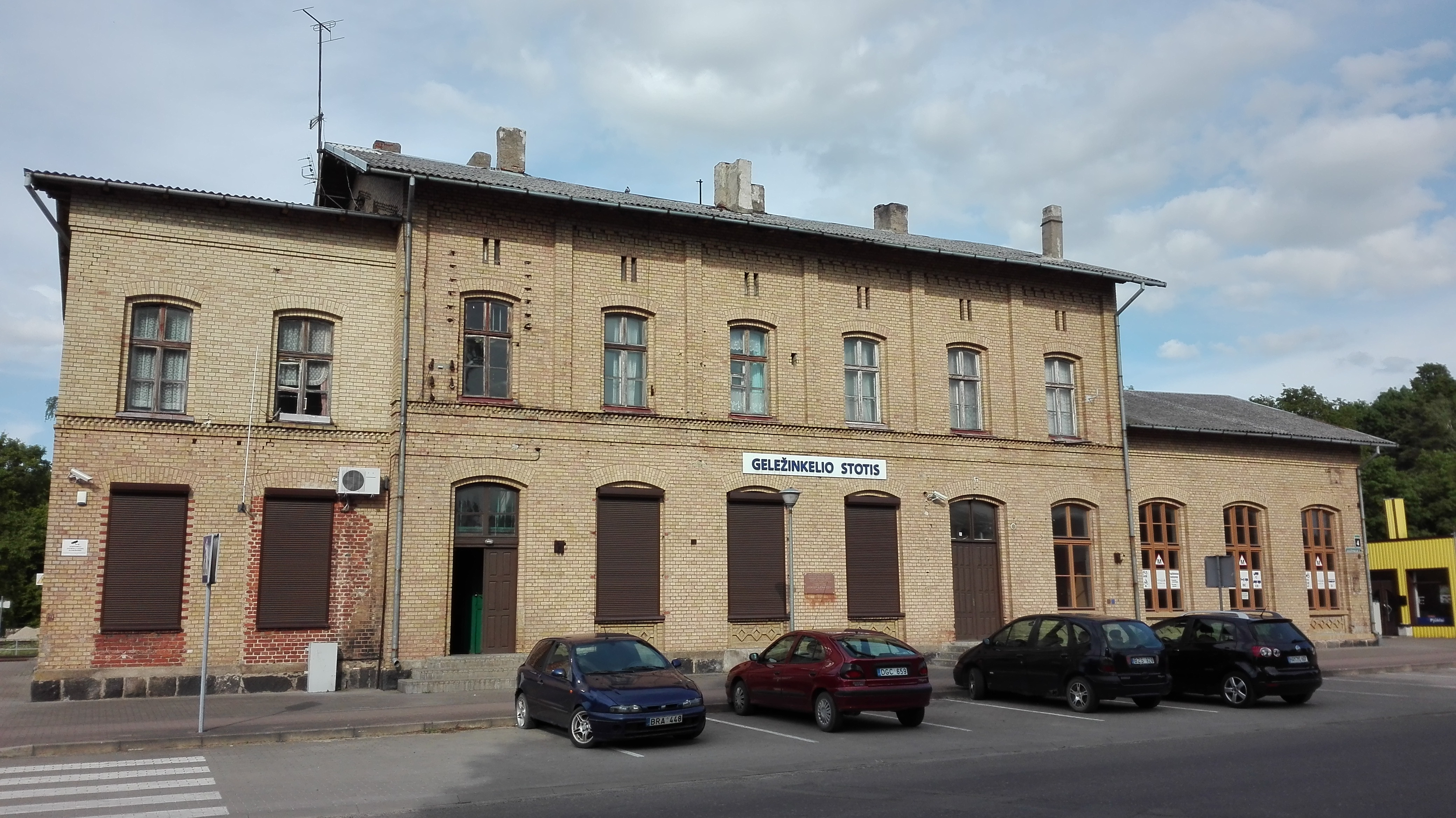
Nádraží v Šilutė

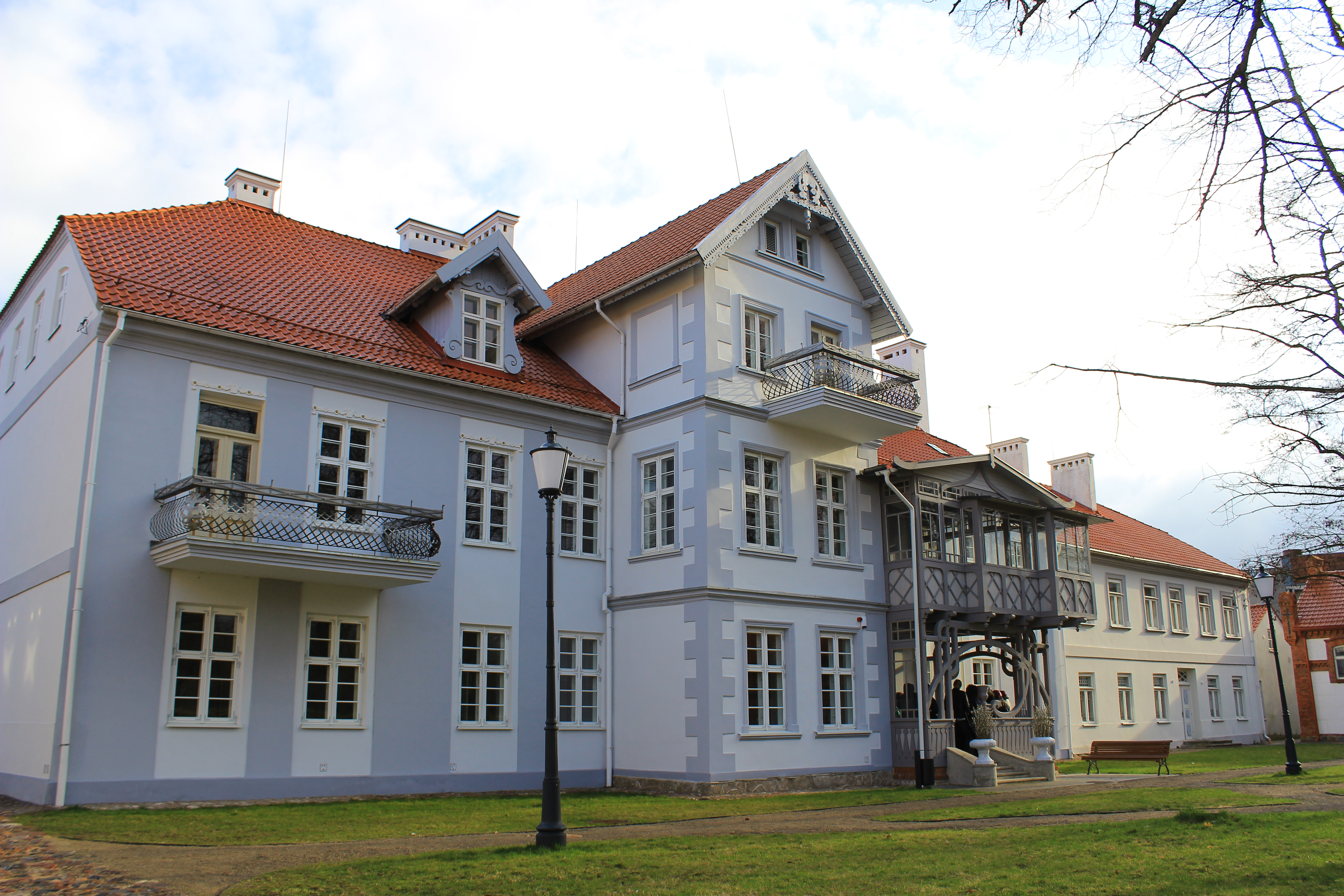
Dvůr Hugo Scheue

## Sport
- FK Šilutė fotbalový klub;
- KK Šilutė basketbalový klub;

## Fotografie

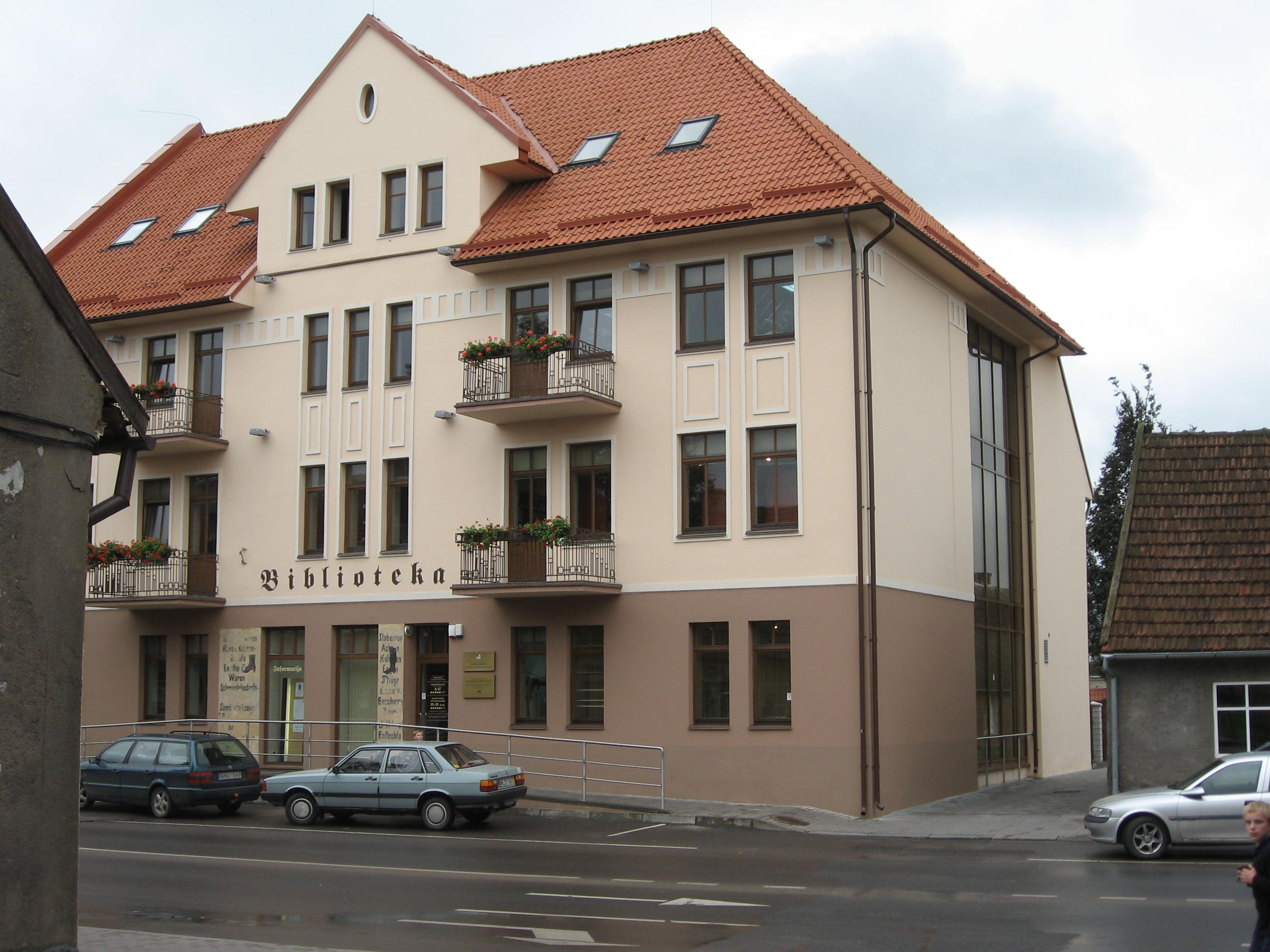
Šilutská knihovna "Bajoraičio"
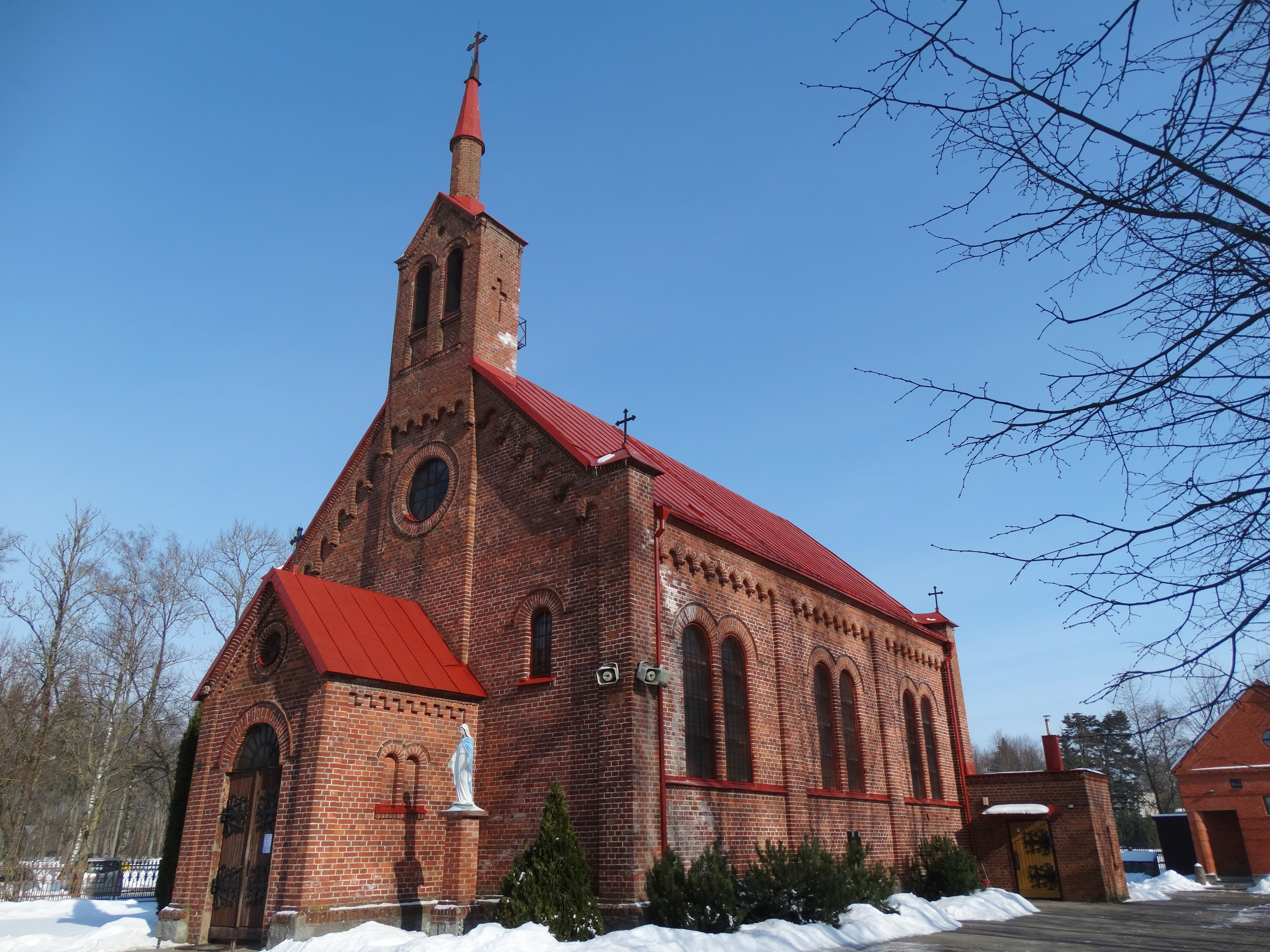
Místní Kostel svatého Kříže
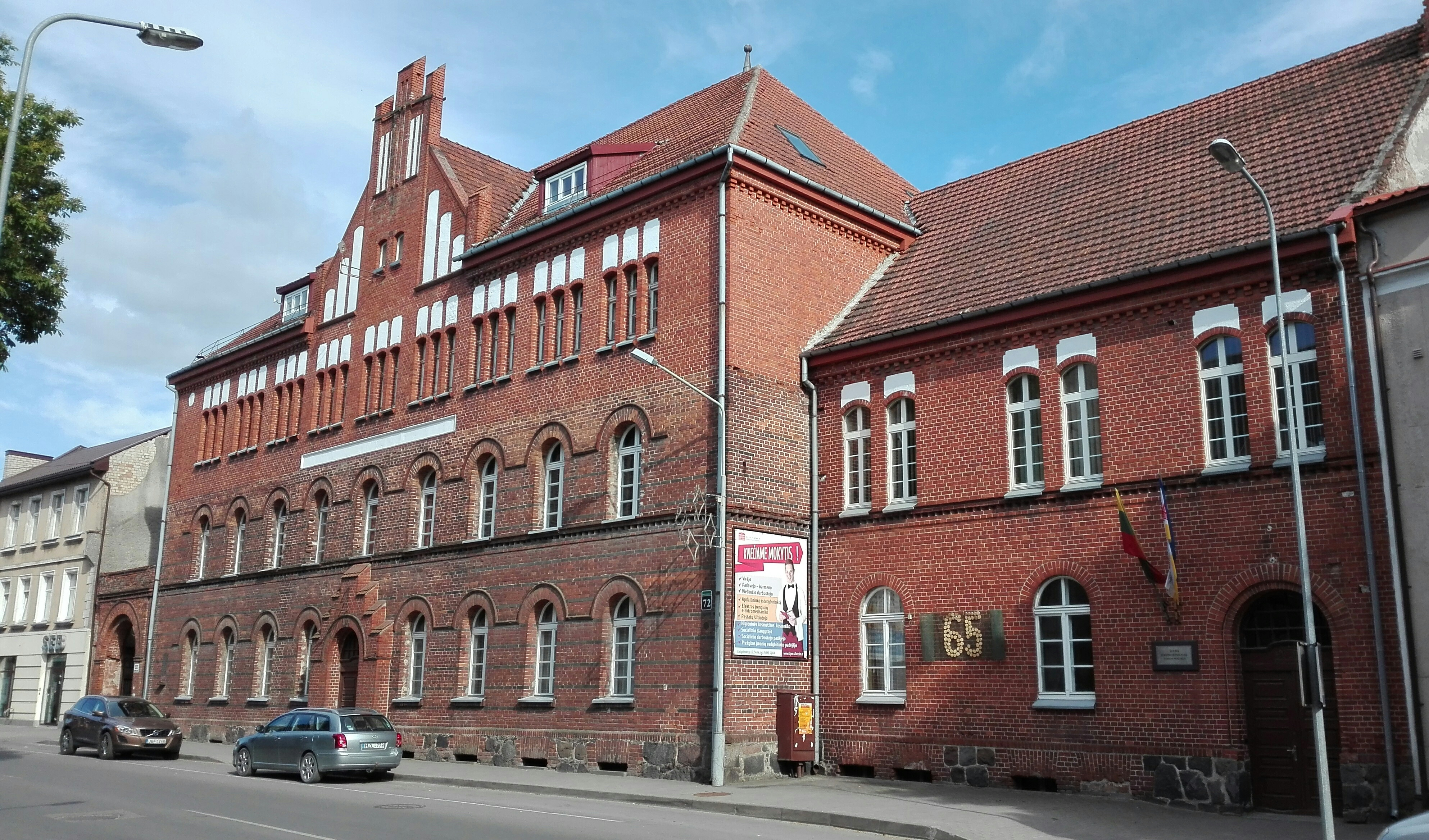
Škola turismu
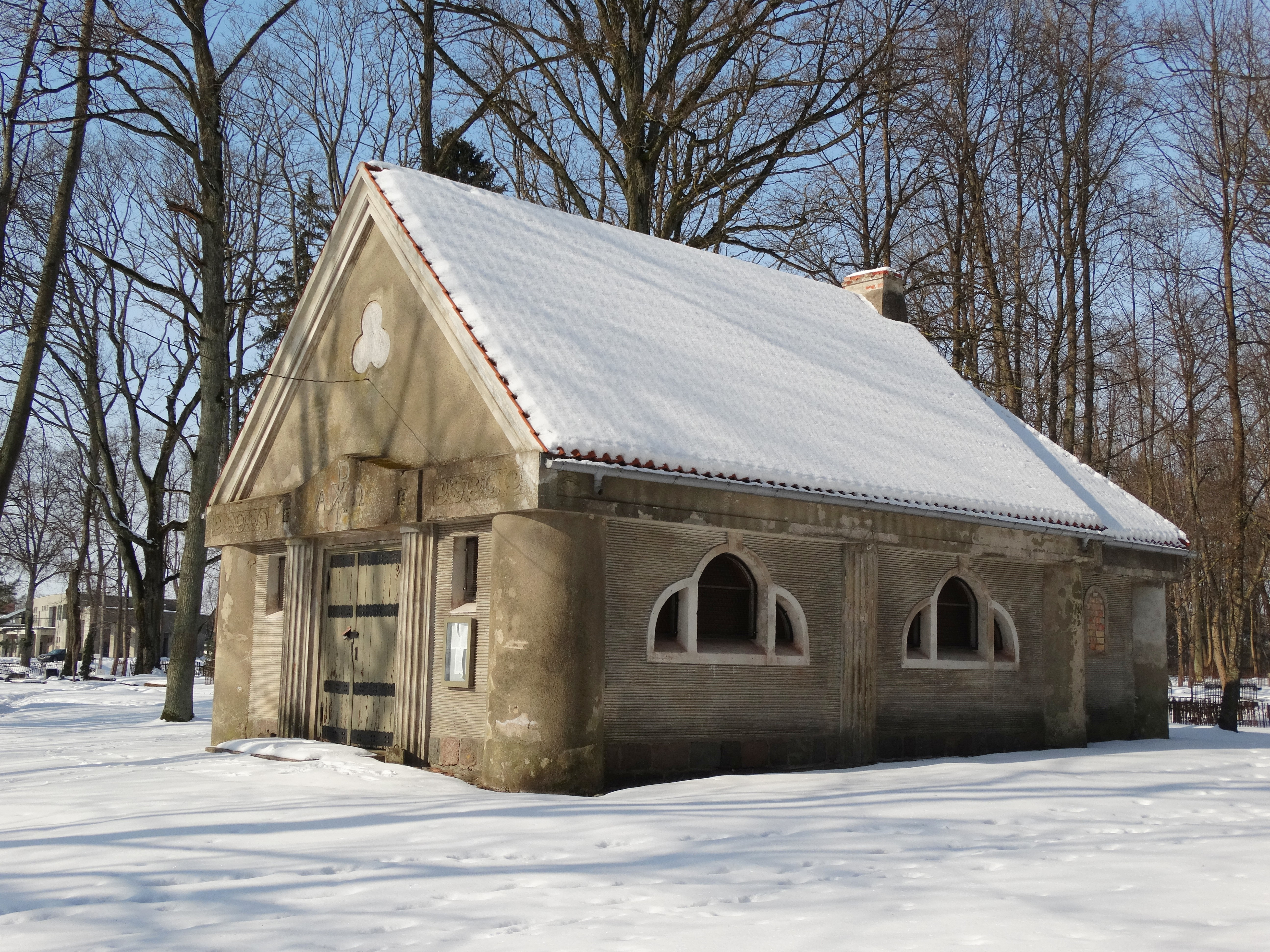
Kaplička ve starém Šilutském hřbitově

## Partnerská města
| Město              | Znak | Stát                           |
| ------------------ | ---- | ------------------------------ |
| Ljungby            |      | Švédsko                        |
| Nakskov            |      | Dánsko                         |
| Emmerich nad Rýnem |      | Německo                        |
| Ostróda            |      | Polsko                         |
| Slavsk (Gastos)    |      | Rusko ( Kaliningradská oblast) |